# Jeff Crank
Jeffrey George Crank, né le 28 janvier 1967 à Pueblo, au Colorado, est un animateur de radio et homme politique américain, membre du Parti républicain. Il est représentant des États-Unis pour le Colorado depuis 2025.

## Biographie
Le 5 novembre 2024, il est élu représentant des États-Unis pour le 5e district du Colorado, en remplacement de Doug Lamborn, qui ne s'est pas représenté. Il obtient 54,7 % des voix face à la candidate démocrate River Gassen, créditée de 40,9 % des suffrages. Il entre en fonction le 3 janvier 2025, lors de l'ouverture du 119e congrès.